# Halid ibn Valid
Halid ibn Valid (arap. خالد بن الوليد‎; 592. – 642.), jedan od Muhamedovih pratitelja i arapski vojskovođa koji se proslavio uspješnim ratovima protiv Bizanta i Sasanidskog Perzijskog Carstva. Pod njegovim se zapovjedništvom stanovništvo Arapskog poluotoka po prvi put u povijesti ujedinilo pod zajedničku političku upravu kalifata, nakon čega je počelo njegovo širenje prema Levantu i Mezopotamiji. Zahvaljujući njegovom izuzetnom ratnom umijeću koje je uključivalo korištenje pokretnih trupa i lake konjice, između 632. i 636. godine Halid ibn Valid pobijedio je neprijateljske arapske, bizantske i perzijske vojske i osigurao prevlast nad Sirijom i zapadnom Mezopotamijom. Halid ibn Velid je ostao neporažen u više od 100 bitaka, a neke od njegovih pobjeda uključuju; bitka kod Akrabe (protiv suparničkih Arapa), bitka kod Valadže i bitka kod Ulaisa (obje protiv perzijskih snaga), bitka kod Firaza (protiv združenih bizantijsko-perzijskih vojski),  bitka na Jarmuku (protiv bizantijske vojske). Godine 638. na vrhuncu vojne karijere, biva razriješen dužnosti od Kalife i četiri godine kasnije umire u sirijskom gradu Homsu gdje je i pokopan.

## Poveznice
- Muhamed
- Rašidini